# Thomson-Houston Electric Company

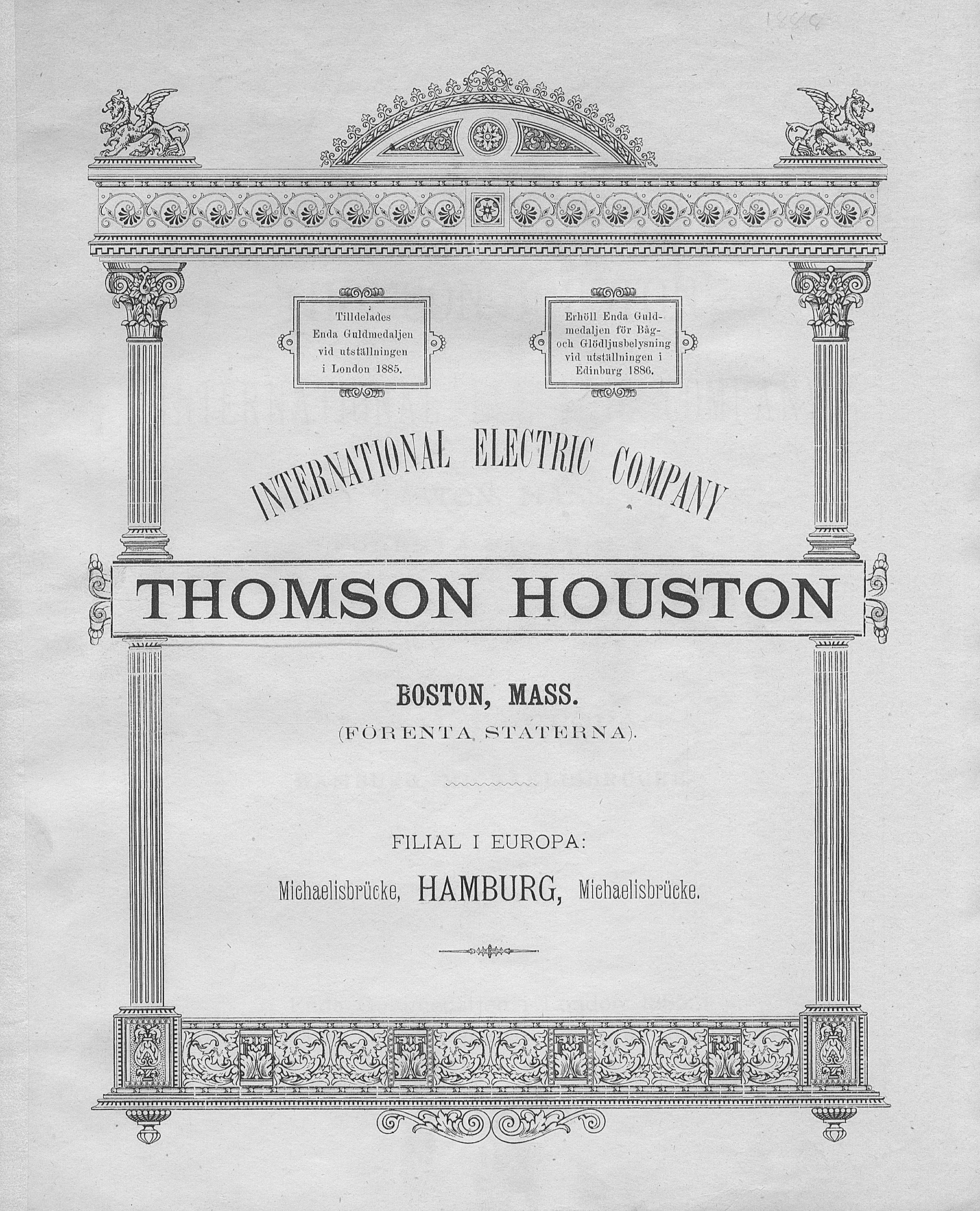
Brochure della Thomson-Houston Electric Company

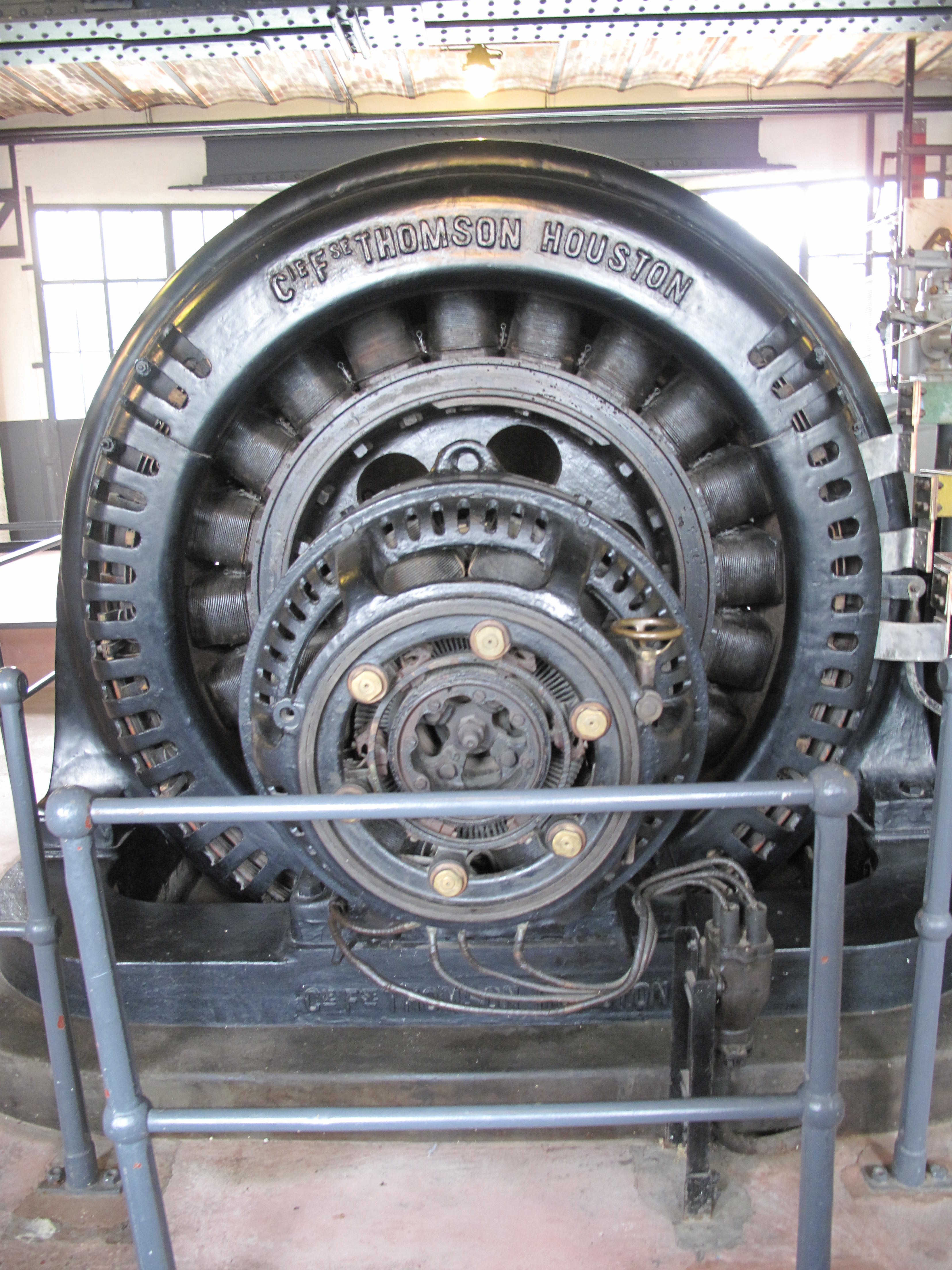
Dinamo costruita da Thomson-Houston

La Thomson-Houston Electric Company è stata un'azienda statunitense manifatturiera di elettronica specializzata nella produzione e distribuzione di elettricità. Fu l'azienda precursore di General Electric.

## Storia
La "Thomson-Houston Electric Company" fu fondata nel 1883 quando un gruppo di investitori guidati da Charles A. Coffin acquistò la "American Electric Company" di Elihu Thomson e Edwin J. Houston. La compagnia trasferì le sue operazioni in un nuovo edificio sulla Western Ave a Lynn, perché molti degli investitori erano produttori di calzature di Lynn.
Charles A. Coffin guidava la compagnia e organizzava le sue finanze, le operazioni di marketing e vendita. Elwin W. Rice organizzò gli impianti di produzione e Elihu Thomson gestì la "Sala modello" che era un precursore del laboratorio di ricerca industriale. Con la loro leadership, la società è cresciuta fino a raggiungere un fatturato di 10 milioni di dollari e 4000 dipendenti nel 1892.
Nel 1884 la "Thomson-Houston International Company" fu organizzata per promuovere le vendite internazionali.
Nel 1888 Thomson-Houston rifornì la "Lynn & Boston Street Railway" con le apparecchiature di generazione e propulsione per l'Highland Circuit di Lynn, il primo tram elettrico nel Massachusetts.
Nel 1889 Thomson-Houston acquistò la Brush Company (fondata da Charles F. Brush) che risolse la controversia brevettuale tra la loro sulla lampada ad arco e la dinamo.
Successivamente Thomson-Houston fu unita alla Edison General Electric Company di Schenectady (organizzata da John Pierpont Morgan), per formare la General Electric nel 1892, con stabilimenti a Lynn e Schenectady, che rimangono tuttora le due fabbriche originali della General Electric.

## Filiali
Compagnie française Thomson-Houston
Nel 1893, la Compagnie française Thomson-Houston (CFTH) fu costituita a Parigi, come consociata di GE degli Stati Uniti. Da questa società che discende il gruppo Thomson-Brandt (1966), poi diviso in Thomson SA e Thomson-CSF nel 1968.
British Thomson-Houston
Nel 1896, la British Thomson-Houston (BTH) fu costituita a Rugby, come consociata di GE degli Stati Uniti.